# قائمة ثدييات ما قبل التاريخ

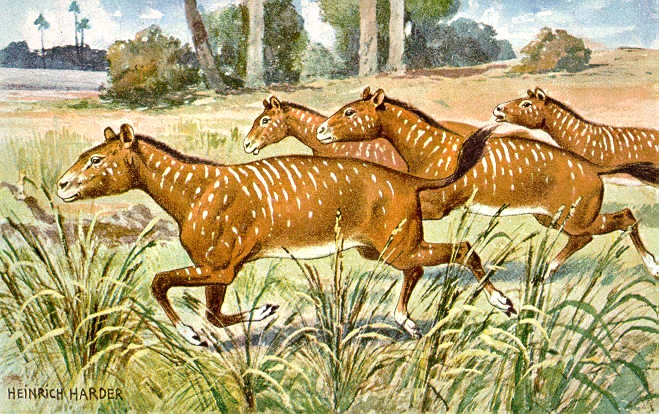
الميسوهيبوس

ثدييات ما قبل التاريخ هي مجموعة من الثدييات التي انقرضت قبل أن يطور البشر الكتابة.

## قائمة ثدييات ما قبل التاريخ
ثدييات ما قبل التاريخ تتضمن:
- أسد أمريكي
- بيسون عتيق
- أسد الكهوف الأوروبي
- دب الكهوف
- ذئب رهيب
- إنتيلودونت
- أيل أيرلندي
- ماموث
- الماستدون
- سنور ذو أسنان سيفية
- دلفين شبيه الفظ
- وحيد القرن الصوفي
- جورجبس فرس النهر
- إلاسموثيريم
- فهد عملاق
- ساركاستودون
- دينوثيريم
- باراسيراثيريم
- أندروساركوس